# 이선호 (배우)
이선호(1981년 12월 14일~)는 대한민국의 배우이다.

## 학력
- 한국예술종합학교

## 출연 작품

### 드라마
- 2005년 SBS 《해변으로 가요》 - 우물이 역
- 2006년 KBS2 《눈의 여왕》 - 김정규 역
- 2007년 KBS2 《드라마시티 - 참빗》 - 최수형 역
- 2007년 MBC 《에어시티》 - 선우 역
- 2007년 OCN Movies 《정조암살미스터리: 8일》 - 장인형 역
- 2009년 MBC 일일시트콤 《탐나는 도다》 - 얀 가와무라 역
- 2010년 MBC 《볼수록 애교만점》 - 이선호 역
- 2010년 MBC 《동이》 - 영조 역
- 2010년 KBS2 《매리는 외박중》 ... 이안 역
- 2011년 OCN Movies 《TV 방자전》 ... 방자 역
- 2011년 TV조선 《고봉실 아줌마 구하기》 ... 김성민 역
- 2011년 SBS 《마이더스》 ... 윤기욱 역
- 2013년 KBS2 《최고다 이순신》 ... 최연아 동료 배우 역
- 2013년 네이버TV 《아직 헤어지지 않았기 때문에》 ... 박진우 역
- 2013년 ~ 2014년 KBS2 《감격시대: 투신의 탄생》
- 2015년 SBS 아침드라마 《어머님은 내 며느리》 ... 주경민 역
- 2015년 네이버TV 《서촌일기》 ... 선호 역 / 연출
- 2016년 SBS 《닥터스》 ... 정파란 역
- 2016년 MBC 일일특별기획드라마 《황금주머니》 ... 윤준상 역
- 2019년 ~ 2020년 MBC 일일드라마 《나쁜 사랑》 ... 한재혁 / 박재혁 역
- 2023년 KBS2 일일드라마 《비밀의 여자》 ... 서태양 / 남태양 역

### 영화
- 2009년 《요가학원》 (특별출연)
- 2010년 《꿈은 이루어진다》 - 이선호 병장 역
- 2011년 《투혼》 - 신부 역
- 2012년 《데모 테이프》
- 2013년 《아티스트 봉만대》 - 조연출 역
- 2014년 《멜로》 - 태인 역
- 2016년 《삼례》 - 승우 역
- 2017년 《커피메이트》 - 원영 역
- 2018년 《누에치던 방》 - 오두민 역
- 2019년 《스핑크스》 (단편영화)

### 연극
- 2009년 《나쁜자석》 - 이원석 역
- 2010년 《옥탑방 고양이》 - 이경민 역

## 뮤직비디오
- 2005년 버즈 - 〈사랑은 가슴이 시킨다〉
- 2007년 김조한 - 〈사랑이 늦어서 미안해〉
- 2008년 손담비 - 〈Bad Boy〉

## 예능
- 2010년 MBC 《우리 결혼했어요》

## 광고
- 2009년 기아자동차 로체 이노베이션
- KT 도시락